# Харьковский способ игры на бандуре
Харьковский способ игры на бандуре — способ игры на бандуре, который академически разработал Гнат Мартынович Хоткевич (1877—1938) на основе народного способа игры на бандуре, который использовали слободские кобзари. Народный способ кобзари называли Зиньковской наукой или иногда Зеньковский способ игры на бандуре.
Бандура, приспособленная для игры Харьковским способом, отличается от других в конструкции, которая позволяет держать инструмент так чтобы легко можно было играть обеими руками по всему диапазону бандуры. Харьковский способ разработан Г. Хоткевичем и отличается от народного способа, который употребляли слобожанские кобзари.
Левая рука может играть в двух положениях:
1. по обечайке — где большой палец ходит по обечайке, а 4 пальца перекидываются через обечайку и играют по струнам
2. в перебросок положении — где рука перекидывается через обечайку и все 5 пальцев играют посередине струны так как права.

Первый учебник игры на бандуре (1909) и первая напечатанная композиция для бандуры (1910) были написаны именно для игры на бандуре харьковским способом.
Харьковским способом преподавал кобзарь И. Кучеренко в лысенковской музыкальной школе в 1908-10 гг. В 1926 была организована первая кафедра народных инструментов в Харьковском музыкально-драматическом институте. Класс бандуры харьковского способа вел Г. Хоткевич в 1932 г. В 1928 был создан профессиональный квартет бандуристов (Л. Гайдамака , И. Олешко , А. Геращенко , Я. Гаецкий), который пропагандировал харьковскую школу игры на бандуре. С 1928 года Полтавская Капелла бандуристов также перешла на харьковский способ игры на бандуре. Харьковский способ также использовала капелла бандуристов при 25-й Чапаевской дивизии, квартет бандуристов 23-го артиллерийского полка, Ленинградская капелла бандуристов, Оркестр украинских народных инструментов при клубе «Металлист» и Оркестр украинских народных инструментов при Дворце пионеров в 30-е годы. Г. Хоткевич приготовил нового учебника в 6 тетрадях для харьковской бандуры, который был частично (3 части) напечатан в 1929-31 гг. Он также подготовил к печати несколько сборников нот и труд «Бандура и её возможности», которые из-за репрессий автора не были напечатаны при его жизни.
В тридцатых годах бандуристы, прошедшие курс обучения у Хоткевича, подверглись репрессиям Советской власти. Преподавание в ХГМИ харьковского способа игры на бандуре продолжал ученик Хоткевича — Леонид Гайдамака, а позднее ученик Гайдамаки — Перекоп Иванов. Почти все бандуристы владевшие игрой на бандуре Харьковским способом или выехали за границу, или были арестованы и расстреляны. Несколько неудачных попыток возродить харьковский способ игры на бандуре были сделаны на Украине в 50−60-х годах В. Кабачка, П. Иванова и И. Скляра, были обречены на поражение из-за недостатка инструментов. С 60-х годов Киевские бандуристы ошибочно используют термин «харьковский способ» для указания способа перебрасывания левой руки из-за верхнего шемстока на приструнки бандуры киевского типа.